# Saint-André-Farivillers
Saint-André-Farivillers ist eine französische Gemeinde mit 512 Einwohnern (Stand 1. Januar 2022) im Département Oise in der Region Hauts-de-France. Sie gehört zum Arrondissement Clermont, zur Communauté de communes de l’Oise Picarde und zum Kanton Saint-Just-en-Chaussée.

## Geographie
Die Gemeinde Saint-André-Farivillers liegt 23 Kilometer nordöstlich von Beauvais und 32 Kilometer südlich von Amiens. Zur Gemeinde gehören die Ortsteile Hédencourt, Bois Renault und Bois l’Abbé. Grand Mesnil. Im Südwesten der Gemeinde liegt ein Windpark mit fünf Windkraftanlagen.

## Einwohner
| Jahr                       | 1962 | 1968 | 1975 | 1982 | 1990 | 1999 | 2006 | 2014 | 2021 |
| -------------------------- | ---- | ---- | ---- | ---- | ---- | ---- | ---- | ---- | ---- |
| Einwohner                  | 360  | 375  | 355  | 385  | 402  | 449  | 510  | 517  | 516  |
| Quellen: Cassini und INSEE |      |      |      |      |      |      |      |      |      |

## Sehenswürdigkeiten
- isoliert stehende Kirche Saint-André aus dem 16. Jahrhundert mit hohem Chor, niedrigem Langhaus und quadratischem Westturm, 1992 als Monument historique eingetragen[1]
- Wasserturm

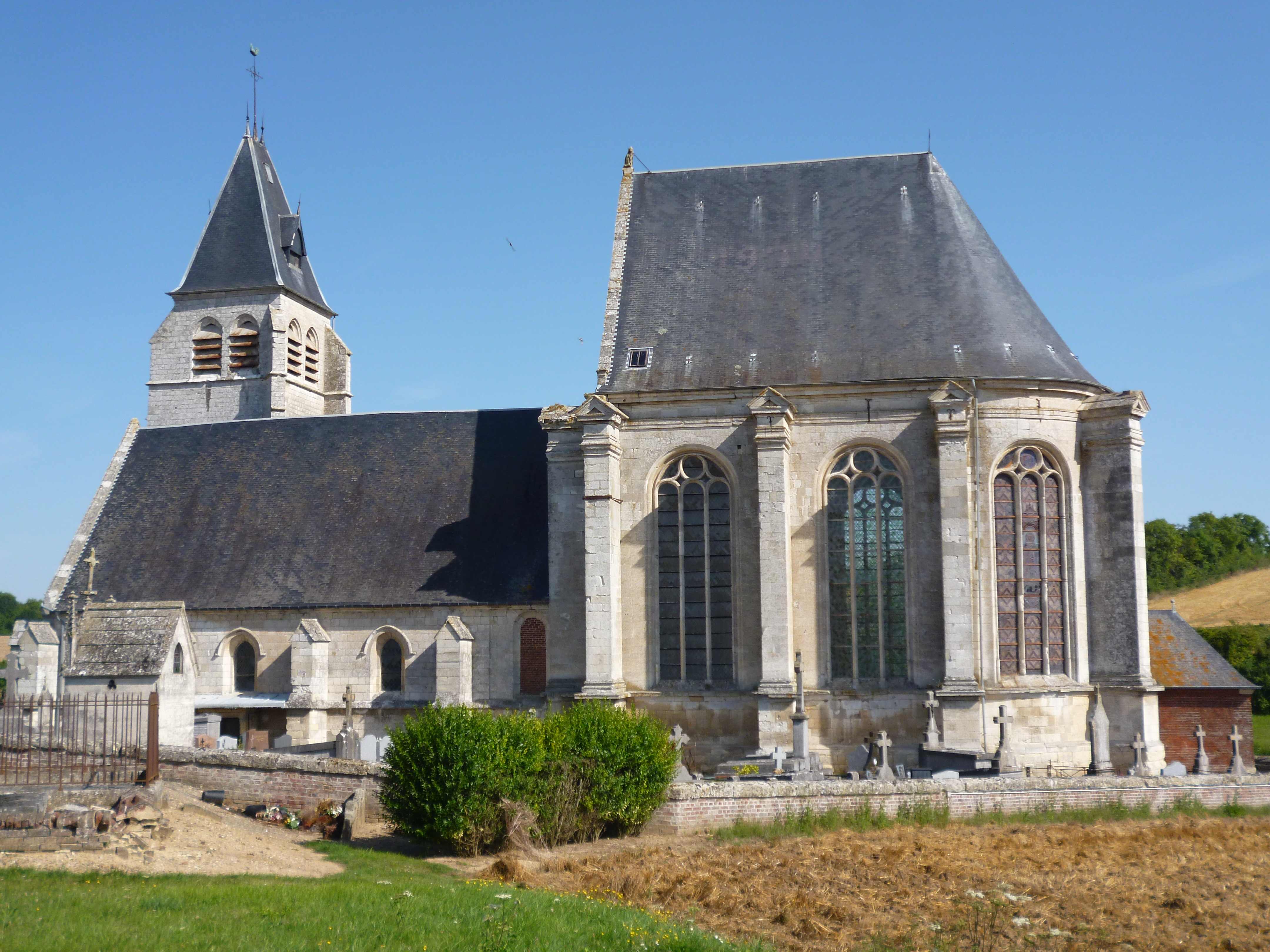
Kirche Saint-André
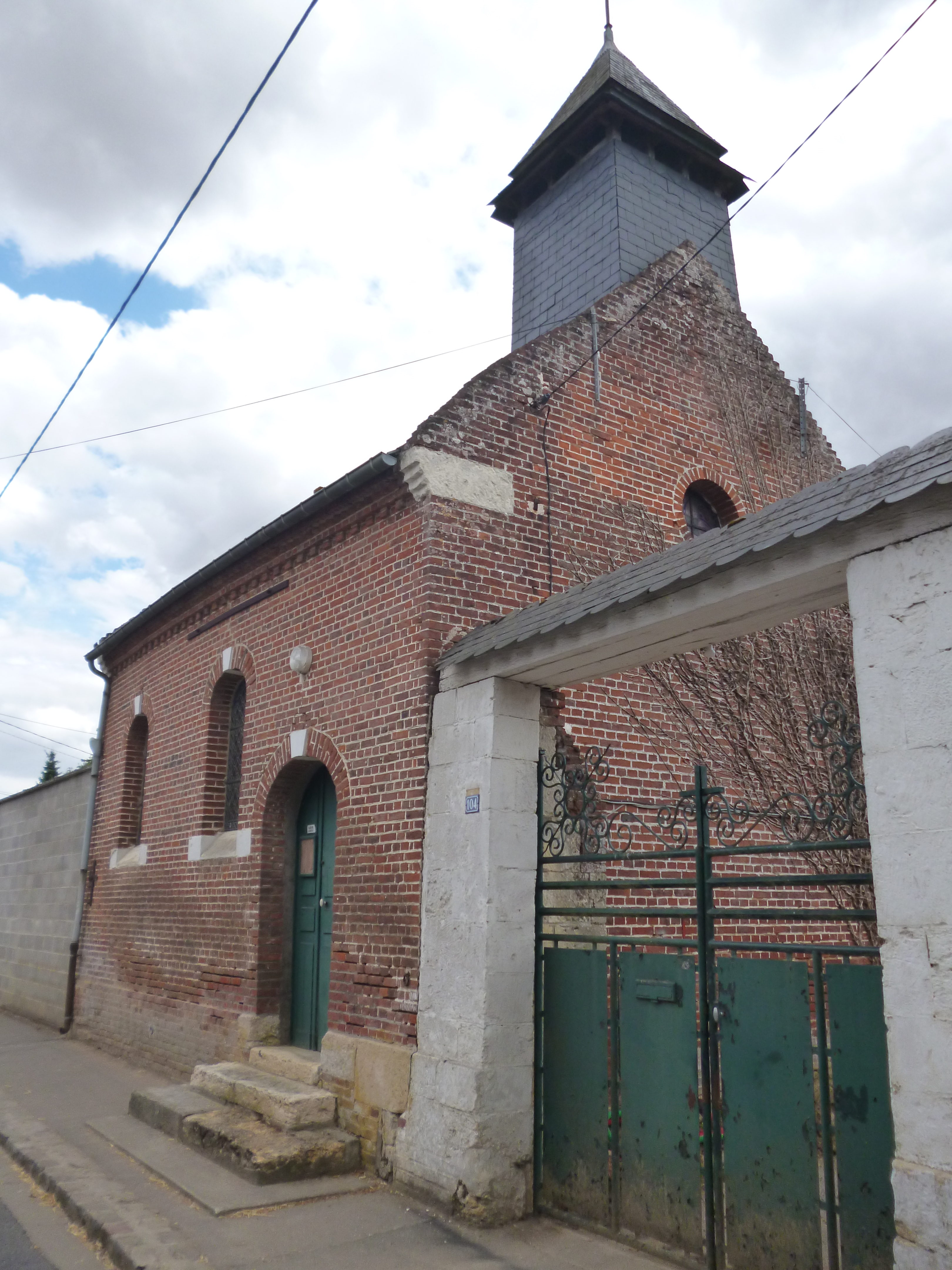
Kapelle im Ortsteil Hédencourt
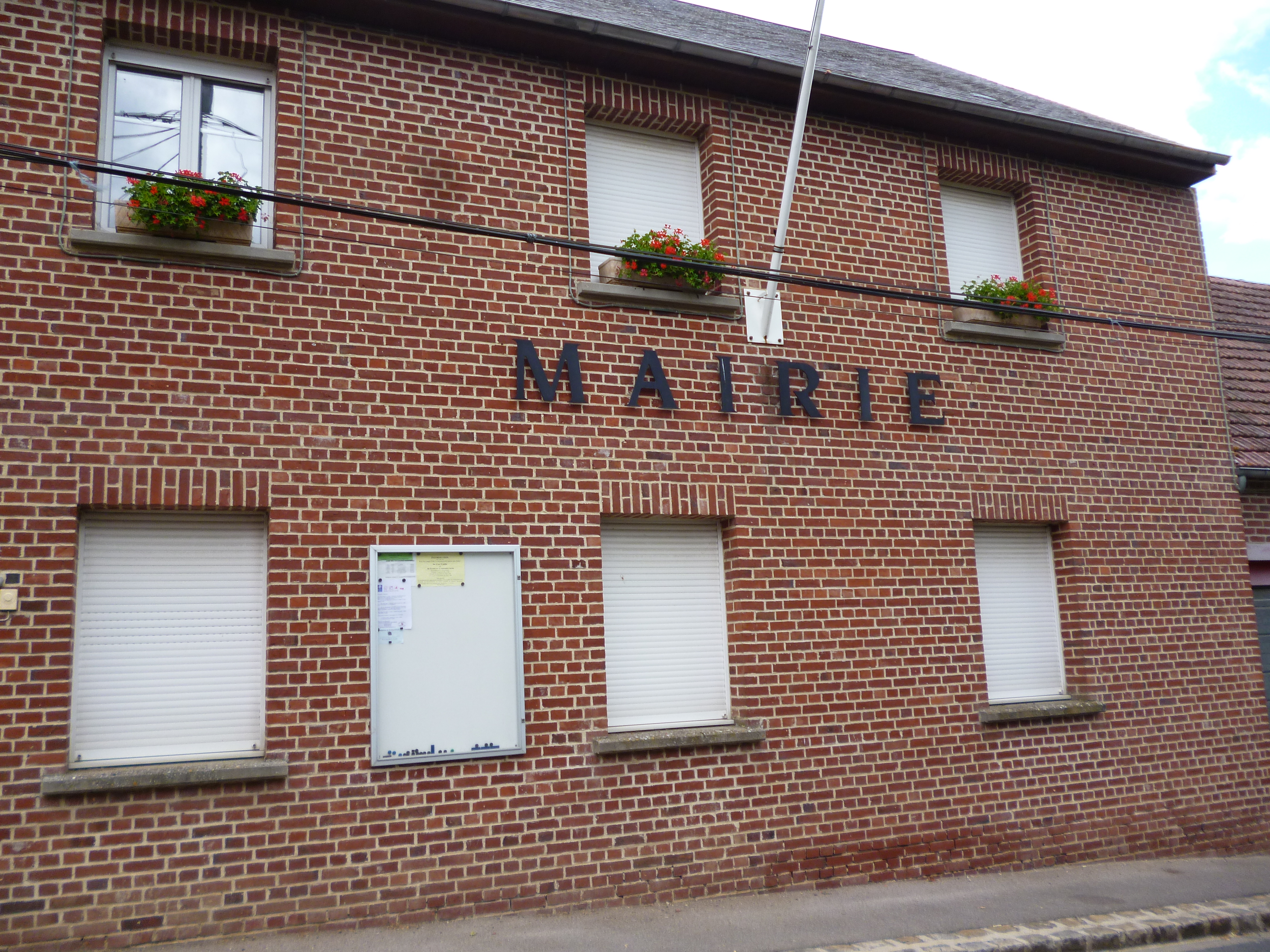
Rathaus
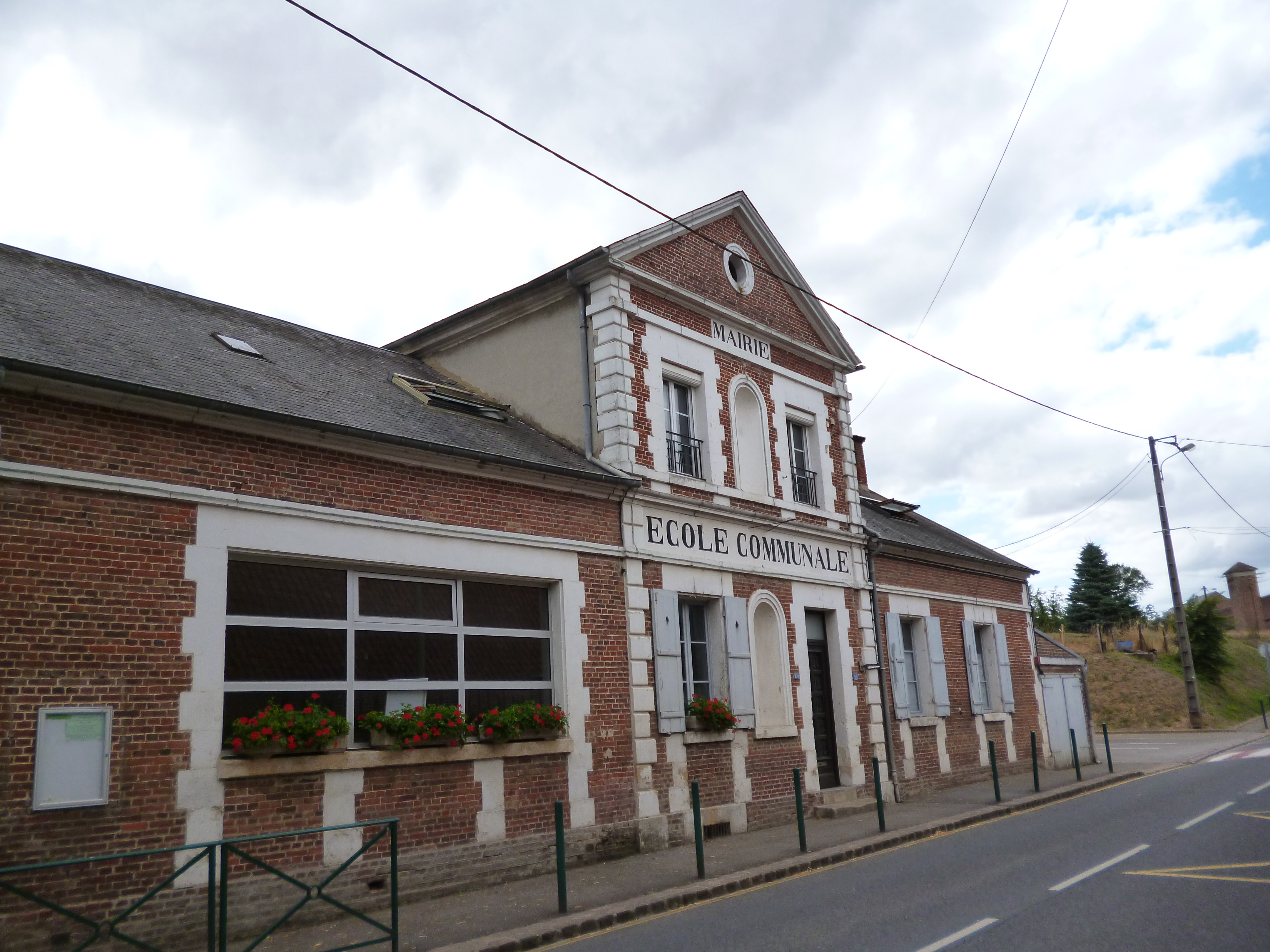
Schule